# Progressione del record mondiale dei 110 metri ostacoli

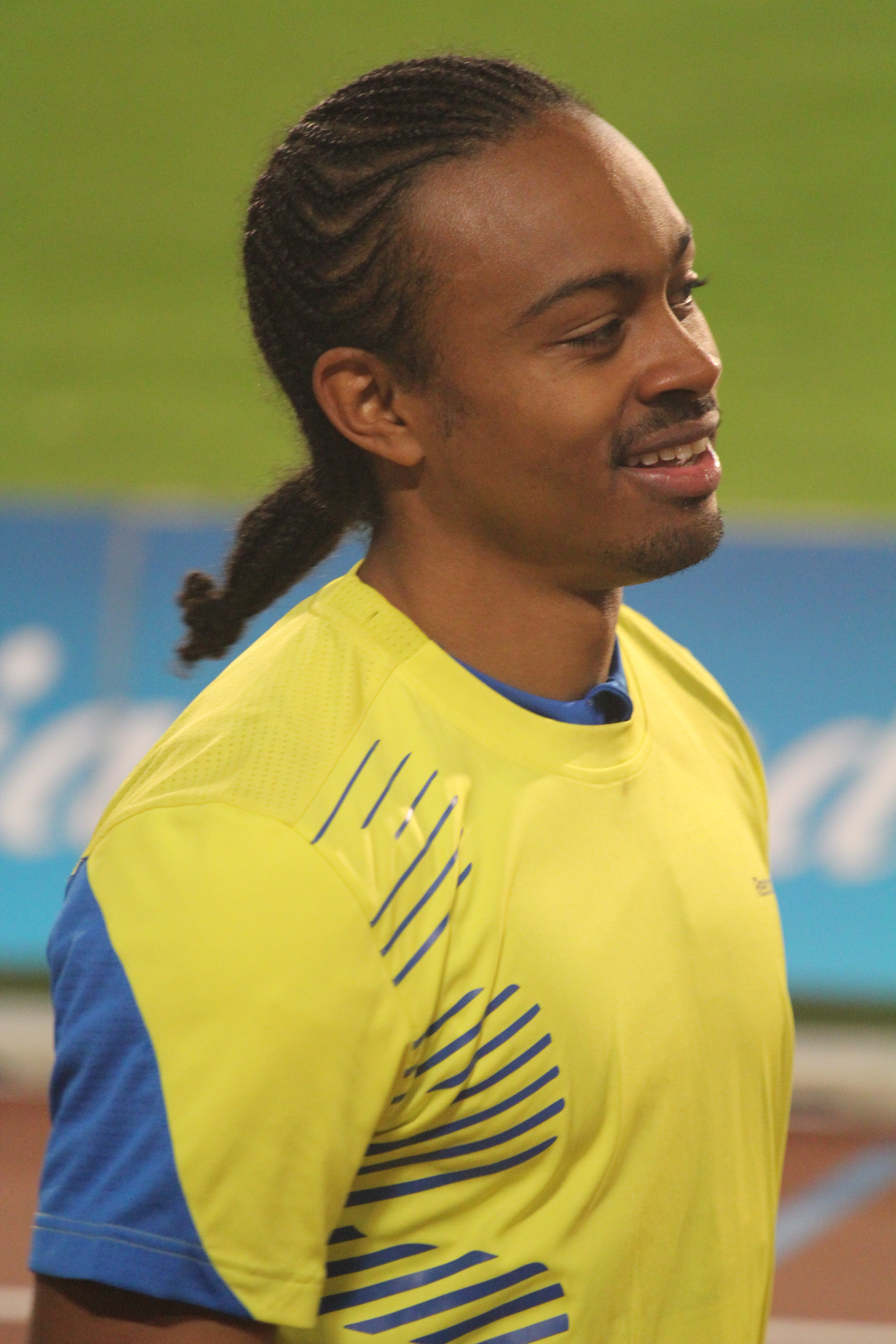
Aries Merritt, detentore del record mondiale della specialità

La voce seguente illustra la progressione del record mondiale dei 110 metri ostacoli maschili di atletica leggera.
Il primo record mondiale maschile venne riconosciuto dalla federazione internazionale di atletica leggera nel 1912, quando venne ratificato il primato dello statunitense Forrest Smithson ottenuto ai Giochi olimpici di Londra 1908. Dal 1975 la federazione internazionale ha accettato anche il cronometraggio elettronico per i record nelle distanze fino ai 400 metri e dal 1977 ha richiesto, per l'omologazione dei record, unicamente il cronometraggio elettronico al centesimo di secondo.
Lo statunitense Rod Milburn, vincitore dei Giochi olimpici di Monaco di Baviera 1972 col tempo di 13"24, è stato riconosciuto come primo detentore del record mondiale con cronometraggio elettronico. Ad oggi, la World Athletics ha ratificato ufficialmente 40 record mondiali di specialità.

## Progressione
| Tempo                      | Vento (m/s) | Atleta                 | Nazione               | Luogo                         | Data              | Note  |
| -------------------------- | ----------- | ---------------------- | --------------------- | ----------------------------- | ----------------- | ----- |
| 15"0 m                     | nw          | Forrest Smithson       | Stati Uniti d'America | Londra, Regno Unito           | 25 luglio 1908    |       |
| 14"8 m                     | nw          | Tommy Thomson          | Canada                | Anversa, Belgio               | 18 agosto 1920    |       |
| 14"8 m                     | nw          | Sten Pettersson        | Svezia                | Stoccolma, Svezia             | 18 settembre 1927 |       |
| 14"6 m                     | nw          | George Weightman-Smith | Sudafrica             | Amsterdam, Paesi Bassi        | 31 luglio 1928    |       |
| 14"4 m                     | nw          | Eric Wennström         | Svezia                | Stoccolma, Svezia             | 25 agosto 1929    |       |
| 14"4 m                     | nw          | Bengt Sjöstedt         | Finlandia             | Helsinki, Finlandia           | 5 settembre 1931  |       |
| 14"4 m                     | nw          | Percy Beard            | Stati Uniti           | Cambridge, Stati Uniti        | 18 giugno 1932    |       |
| 14"4 m                     | -0,2        | Jack Keller            | Stati Uniti           | Palo Alto, Stati Uniti        | 16 luglio 1932    | [ 3 ] |
| 14"4 m                     | nw          | George Saling          | Stati Uniti           | Los Angeles, Stati Uniti      | 2 agosto 1932     |       |
| 14"4 m                     | nw          | John Morriss           | Stati Uniti           | Budapest, Ungheria            | 12 agosto 1933    |       |
| 14"4 m                     | nw          | John Morriss           | Stati Uniti           | Torino, Italia                | 8 settembre 1933  |       |
| 14"3 m                     | nw          | Percy Beard            | Stati Uniti           | Stoccolma, Svezia             | 24 luglio 1934    |       |
| 14"2 m                     | nw          | Percy Beard            | Stati Uniti           | Oslo, Norvegia                | 5 agosto 1934     |       |
| 14"2 m                     | nw          | Alvin Moreau           | Stati Uniti           | Oslo, Norvegia                | 2 agosto 1935     |       |
| 14"1 m                     | +2,4        | Forrest Towns          | Stati Uniti           | Chicago, Stati Uniti          | 19 giugno 1936    | w     |
| 14"1 m                     | +1,3        | Forrest Towns          | Stati Uniti           | Berlino, Germania             | 6 agosto 1936     |       |
| 13"7 m                     | 0,0         | Forrest Towns          | Stati Uniti           | Oslo, Norvegia                | 27 agosto 1936    |       |
| 13"7 m                     | 0,0         | Fred Wolcott           | Stati Uniti           | Filadelfia, Stati Uniti       | 29 giugno 1941    |       |
| 13"6 m                     | +0,9        | Dick Attlesey          | Stati Uniti           | College Park, Stati Uniti     | 24 giugno 1950    |       |
| 13"5 m                     | nw          | Dick Attlesey          | Stati Uniti           | Helsinki, Finlandia           | 10 luglio 1950    |       |
| 13"4 m                     | 0,0         | Jack Davis             | Stati Uniti           | Bakersfield, Stati Uniti      | 22 giugno 1956    |       |
| 13"2 m                     | +1,9        | Martin Lauer           | Germania Ovest        | Zurigo, Svizzera              | 7 luglio 1959     | [ 4 ] |
| 13"2 m                     | 0,0         | Lee Calhoun            | Stati Uniti           | Berna, Svizzera               | 21 agosto 1960    |       |
| 13"2 m                     | +1,8        | Earl McCullouch        | Stati Uniti           | Minneapolis, Stati Uniti      | 16 luglio 1967    | [ 5 ] |
| 13"2 m                     | -0,9        | Willie Davenport       | Stati Uniti           | Zurigo, Svizzera              | 4 luglio 1969     |       |
| 13"2 m                     | +0,3        | Rod Milburn            | Stati Uniti           | Monaco, Germania Ovest        | 7 settembre 1972  | [ 6 ] |
| 13"1 m                     | +1,1        | Rod Milburn            | Stati Uniti           | Zurigo, Svizzera              | 6 luglio 1973     | [ 7 ] |
| 13"1 m                     | +1,5        | Rod Milburn            | Stati Uniti           | Siena, Italia                 | 22 luglio 1973    |       |
| 13"1 m                     | +1,2        | Guy Drut               | Francia               | Saint-Maur, Francia           | 23 luglio 1975    |       |
| 13"0 m                     | +1,8        | Guy Drut               | Francia               | Berlino Ovest, Germania Ovest | 22 agosto 1975    |       |
| Cronometraggio elettronico |             |                        |                       |                               |                   |       |
| 13"24                      | +0,3        | Rod Milburn            | Stati Uniti           | Monaco, Germania Ovest        | 7 settembre 1972  |       |
| 13"21                      | +0,6        | Alejandro Casañas      | Cuba                  | Sofia, Bulgaria               | 21 agosto 1977    |       |
| 13"16                      | +1,7        | Renaldo Nehemiah       | Stati Uniti           | San Jose, Stati Uniti         | 14 aprile 1979    |       |
| 13"00                      | +0,9        | Renaldo Nehemiah       | Stati Uniti           | Los Angeles, Stati Uniti      | 6 maggio 1979     |       |
| 12"93                      | -0,2        | Renaldo Nehemiah       | Stati Uniti           | Zurigo, Svizzera              | 19 agosto 1981    |       |
| 12"92                      | -0,1        | Roger Kingdom          | Stati Uniti           | Zurigo, Svizzera              | 16 agosto 1989    |       |
| 12"91                      | +0,5        | Colin Jackson          | Regno Unito           | Stoccarda, Germania           | 20 agosto 1993    |       |
| 12"91                      | +0,3        | Liu Xiang              | Cina                  | Atene, Grecia                 | 27 agosto 2004    |       |
| 12"88                      | +1,1        | Liu Xiang              | Cina                  | Losanna, Svizzera             | 11 luglio 2006    |       |
| 12"87                      | +0,9        | Dayron Robles          | Cuba                  | Ostrava, Repubblica Ceca      | 12 giugno 2008    |       |
| 12"80                      | +0,3        | Aries Merritt          | Stati Uniti           | Bruxelles, Belgio             | 7 settembre 2012  |       |